# Košiški privilegij
Košiški privilegij (madžarsko Kassai privilégium, poljsko Przywilej koszycki) je niz koncesij, ki jih je ogrski kralj Ludvik I. leta 1374 podelil poljski šlahti (plemstvu). Privilegiji so bili podeljeni v Košicah, zdaj Slovaška. V zameno zanje naj bi po Ludvikovi smrti poljski prestol nasledila ena od njegovih hčera (Katarina, Marija ali Jadviga).
Šlahta je dobila nslednje privilegije:
- oprostitev obveznosti plačevanja davka, razen nominalnih ali simboličnih dveh grošev za eno njivo, ki sta se plačevala monarhu,
- oprostitev dolžnosti gradnje in popravljanja gradov; izjeme so bili plemiči na vzhodu Poljske, kjer je državo ogrožala Rusija,
- omejitev izpolnjevanja pogojev za nekatere državne položaje, ki so jih plemiči  litovske,  ogrske  in drugin nacionalnosti morali izpolnjevati,
- izplačilo vojaških plač plemičem, ki so se osebno borili v vojaških pohodih,
- oprostitev dolžnosti gradnje mest in mostov in
- oprostitev dolžnosti zagotavljanja hrane, prenočišča in drugih ugodnosti za kralja in njegov dvor, ko je potoval po kraljestvu.

Podelitev privilegijev se je izkazala za uspešno, saj je po veliki poljski državljanski vojni poljski prestol nasledila Ludvikova hčerka Jadviga. Ogrski vpliv na Poljskem je pojenjal, saj je bil eden od pogojev za Jadvigin vzpon na poljski prestol konec poljsko-ogrske unije. Ludvik je morda nameraval privilegije razveljaviti, vendar mu je to preprečila smrt. Privilegiji so dali poljskemu plemstvu pomemben zagon  in več stoletij vplivali na vlade Kraljevine Poljske.

## Sklica
1. ↑  Clifford Rogers (ur.). The Oxford Encyclopedia of Medieval Warfare and Military Technology. Oxford University Press, 2010
2. ↑  Norman Davies (24. februar 2005). God's Playground A History of Poland: Volume 1: The Origins to 1795. Oxford University Press. str. 91. ISBN 978-0-19-925339-5.